# 河南广播电视台文物宝库频道
河南广播电视台文物宝库频道简称文物宝库频道，是由河南广播电视台创办、于2008年2月28日开播的专业文物数字付费频道，该频道以文物为载体，涉及内容包括考古、鉴赏、收藏、文物投资、文物拍卖等，汇聚国内外精品节目，依托上海文广互动电视公司频道集成平台，信号覆盖全中国。全天播出时间为24小时。

## 栏目
- 《文物资讯》: 文博讯息，拍卖会预告，拍品价格指导，收藏界关注热点
- 《文物聚焦》: 展示介绍世界各地馆藏珍品
- 《文物鉴赏》: 去伪存真，鉴别宝物
- 《盛世收藏》: 讲述文物背后故事和收藏名家的经历
- 《博物天下》: 展示中外历史文化遗存，了解人类文明历史进程
- 《文物大讲堂》: 国内文物专家和学者对文物领域热点话题的讨论
- 《藏品阁》：展示精选国家珍宝
- 《互动时间》：与观众互动交流